# ファンファーレ (競馬)
ファンファーレは、競馬の競走の発走前に流れる音楽のことである。

## 概要

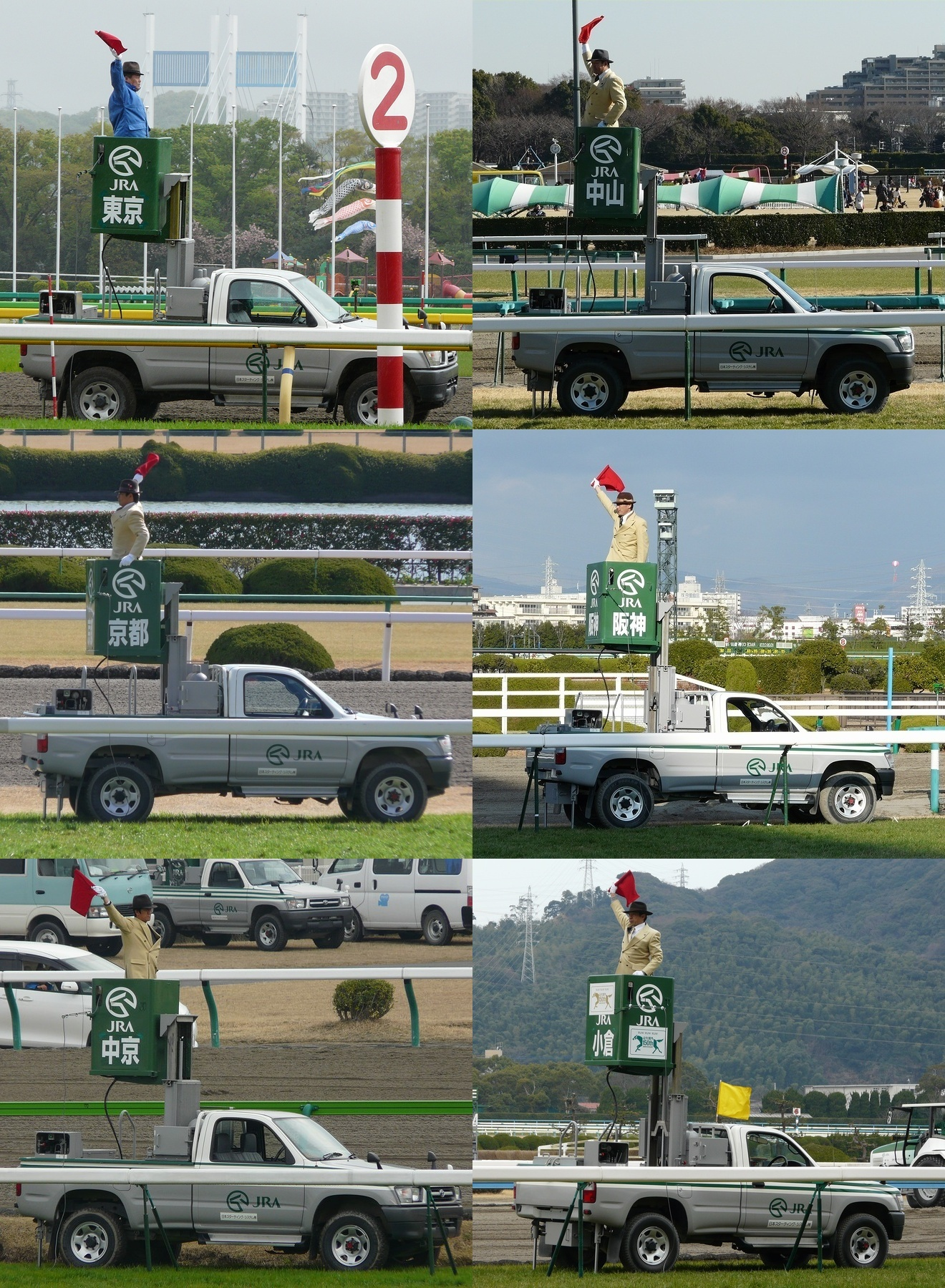
JRAのスターター

日本の競馬のファンファーレは各競走の発走に先立って流れ、大半の競走では、あらかじめ録音（収録）されているものが流される。中央競馬では主なGI競走、夏競馬では各競馬場の主要重賞などが生演奏されることがある。GI競走など観客が多く集まる時にはファンファーレ演奏時に手拍子や合いの手のコールが起きることが風物詩となっている。地方競馬では各競馬場にもよるが生演奏されることがある。
ファンファーレはスターター台に立つスターターが旗を振ると流れる。なお、ファンファーレが流れた後に放馬や馬体検査などがある場合はスターターは台を降り、要件が済むとスターターが台に上がり、再びファンファーレが流れる。生演奏だった場合は、再度生演奏されるか録音されていたものが流れることがある。
日本の競馬では定着しているファンファーレだが、他国の競馬においては馴染みが薄い。アメリカのケンタッキーダービーでは"Call to Post"がファンファーレとして使用されているものの、他国ではファンファーレがないところが多い。

## 中央競馬
| La Garde Montante （in A） お使いのブラウザーでは、音声再生がサポートされていません。音声ファイルをダウンロードをお試しください。 |
| ビゼー『カルメン 第2組曲』より「衛兵の交代」冒頭 （中央競馬などでファンファーレとして使用された曲）                               |

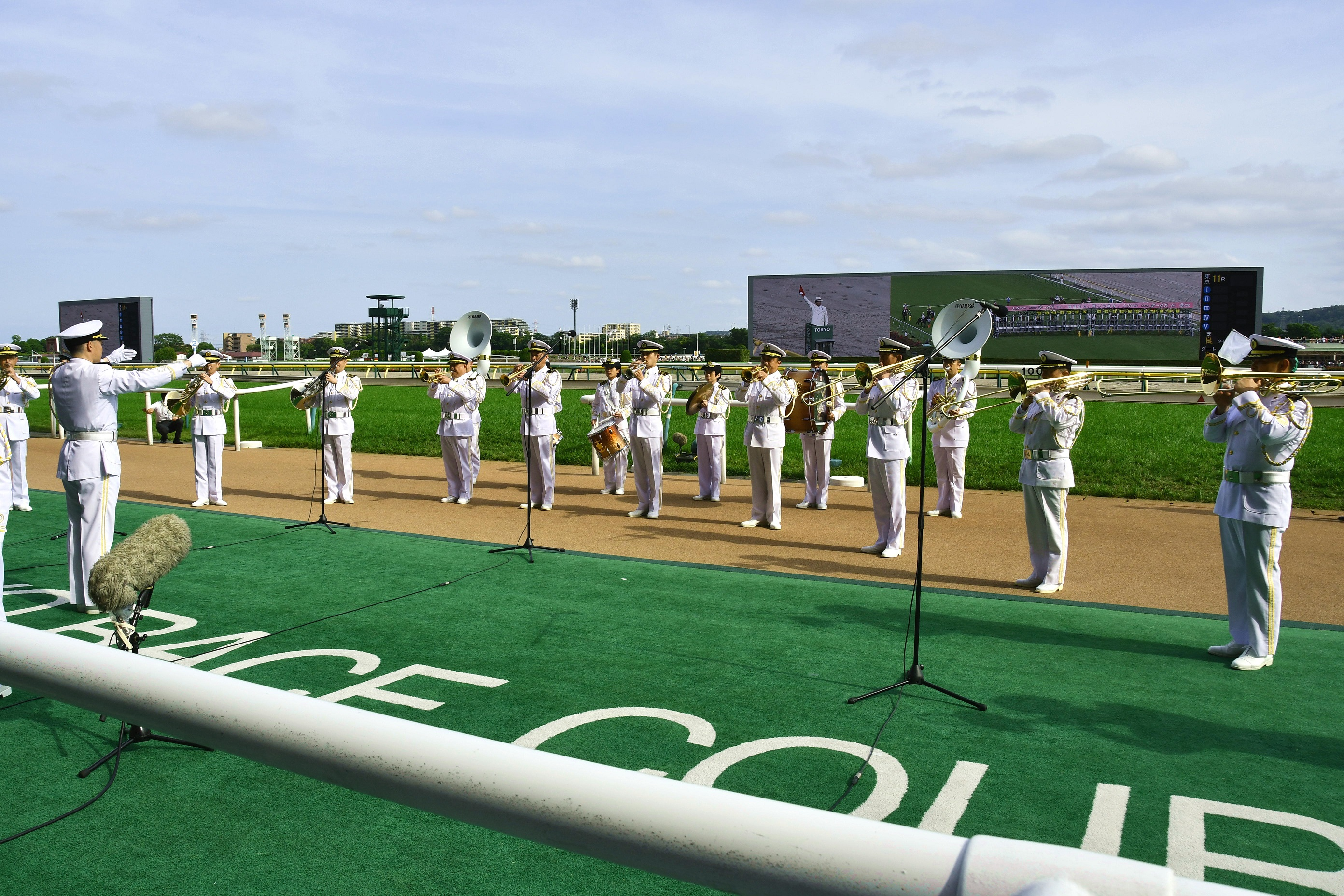
第84回優駿牝馬でファンファーレを生演奏する海上自衛隊東京音楽隊

中央競馬でのファンファーレの発祥は、日本短波放送（現：ラジオNIKKEI）が中央競馬実況中継の放送にて発走のタイミングが場内の音声のみでは分かりづらい事から、1959年にエドゥアルト・シュトラウス1世「テープは切られた」をファンファーレとして流し始めたのが始まり。これを日本中央競馬会（NCK。現：JRA）本部の広報担当理事が気に入り、数ヶ月後に競馬場内でも流されるようになった。
なお、京都競馬場のみジョルジュ・ビゼー『カルメン 第2組曲』より「衛兵の交替」を使用していた。
1986年の年末に中山競馬場用ファンファーレとして、現行の東京競馬場と中山競馬場のファンファーレとしているものを実験的に製作し、運用を開始。1987年の国鉄改革と同時に日本中央競馬会の略称がNCKからJRAに変更になり、同年12月19日から阪神競馬場でのファンファーレが現行の京都競馬場と阪神競馬場のファンファーレのものに変更された。その後、東京競馬場と京都競馬場は1988年の春開催から、残りの6競馬場は同年の夏開催からファンファーレが現行のものに変更された。
GI競走を中心とする重賞競走では陸上自衛隊、海上自衛隊、航空自衛隊の音楽隊、消防音楽隊、交響楽団、大学の吹奏楽部などがファンファーレを生演奏をすることがある。ローカル開催（主に夏季）では重賞ではない特別競走などでも地元の音楽隊、交響楽団が生演奏することがある。
2011年の東日本大震災や2020年の新型コロナウイルス感染症の流行など、慣例で毎年生演奏となっている競走でもCD音源を使用する年がある。

### ファンファーレ一覧（中央競馬）
2016年時点で、各競馬場ごとに一般競走用、特別競走用、重賞競走用の3曲ずつが使用されており、関東（東京・中山）と関西（京都・阪神・中京）別に平地GI競走用が2曲、障害競走用が2曲、専用ファンファーレが2曲の合計21曲が使用されている。
- 東京競馬場・中山競馬場（作曲：すぎやまこういち）[6]
- 京都競馬場・阪神競馬場（作曲：宮川泰）[6]
- 中京競馬場・小倉競馬場（作曲：川口真）[6]
- 福島競馬場・新潟競馬場（作曲：服部克久）[6]
- 札幌競馬場・函館競馬場（作曲：鷺巣詩郎）[6]

京都・阪神が改修工事等の日程変更で、中京が関西主場扱い、小倉が第三場扱いで同時開催となる場合は主場扱いの中京で阪神・京都のファンファーレが使用される。

#### GI競走
専用ファンファーレを使用する宝塚記念を除く。
- 関東（東京・中山[1]、作曲：すぎやまこういち）[6][注 9][注 10]
  - 生演奏[注 11] - 皐月賞[10][注 12] 、NHKマイルカップ[注 13]、オークス[22][11]、日本ダービー[22][23]、スプリンターズステークス[15]、天皇賞（秋）[24][12]、ジャパンカップ[25][26]、有馬記念[27][28]、ホープフルステークス[27]
- 関西（京都・阪神・中京[注 14][1]、作曲：宮川泰）[6]
  - 生演奏[注 11] - 高松宮記念[29][13]、大阪杯[30]、桜花賞[30][31][注 15]、天皇賞（春）[30][34][35]、秋華賞[36]、菊花賞[36][37]、エリザベス女王杯、マイルチャンピオンシップ、チャンピオンズカップ[38][39]、阪神ジュベナイルフィリーズ[40]、朝日杯フューチュリティステークス[41]

いずれの競走も、雨天や災害等による自粛などの影響によりCD音源の再生に変更される場合がある。かつては安田記念もほぼ毎年生演奏されていたが、現在はCD録音の音源再生である。ファンファーレの生演奏が行われた後、放馬や出走馬がゲート内で暴れたことなどによりゲートインのやり直しが行われ、仕切り直し後のファンファーレがCD音源の再生となる場合がある（例：1998年の宝塚記念、1999年の皐月賞、2011年のスプリンターズステークスなど）。

#### 障害競走
障害競走の設定がない札幌・函館を除く全競馬場共通。作曲：三枝成彰。
1998年以前は前述のファンファーレ（平地・重賞）が用いられていたが、1999年に障害競走のグレード制が導入された際に、障害競走独自のファンファーレが制定された。
- J・GII、J・GIII、特別・一般レース[1]
- J・GI競走[1] - 中山グランドジャンプ・中山大障害のみで使用されるファンファーレのため、事実上の"中山"専用のファンファーレとなっている。2020年の中山大障害にて、新日本フィルハーモニー交響楽団が初めて障害競走のファンファーレを生演奏した。

#### 専用ファンファーレ
- 宝塚記念（阪神） - 一般公募によって選定された曲を1999年から使用されている[1]。作曲は早川太海[6]。2012年を除いて毎年生演奏。
- 名鉄杯（中京） - 名古屋鉄道のパノラマカーで使用されているミュージックホーンをアレンジしたファンファーレ[4]。2001年の中京競馬場前駅を改装した際の式典にて中京競馬場の場長から打診を受け、レース創設の2002年より使用開始[44]。2020年〜2022年（「音源」が存在しないため過去開催分の録音を使用）を除いて名鉄ブラスバンドによる生演奏。

#### アレンジ
ファンファーレの生演奏では時折、アレンジされたものを演奏した事がある。
- 第41回有馬記念（1996年）- 日野皓正のトランペットによるフィーチャリング
- 第42回有馬記念（1997年）- 近藤等則のトランペットによるフィーチャリング
- 2001年バーデンバーデンカップ[47] - 尺八による独奏
- 第38回札幌記念（2002年）- MALTAのサックスによる独奏
- 第39回七夕賞（2003年）- アカペラによる合唱

#### 競馬外での使用
- 塩見泰隆（東京ヤクルトスワローズ） - ヤクルトの主催試合において、最初の打席に立つ時のチャンステーマの冒頭部分に、東京・中山のGI競走のファンファーレが使われている[45][48]。
- 太田賢吾（東京ヤクルトスワローズ） - 上記の塩見へのオマージュとして、ヤクルトの主催試合において、最初の打席に立つ時のチャンステーマの冒頭部分に、京都・阪神・中京の（宝塚記念を除く）GI競走のファンファーレが使われている。
- 広島東洋カープ - 外国人選手が打席に立つ時のチャンステーマの冒頭部分に、東京・中山の一般競走のファンファーレが使われている。

### 過去のファンファーレ（中央競馬）
| Issue （in B♭） （Provision Call） お使いのブラウザーでは、音声再生がサポートされていません。音声ファイルをダウンロードをお試しください。 |
| アメリカ軍の信号ラッパ曲 "Issue"（海軍呼称 "Provision Call"） （中央競馬などでファンファーレとして使用された曲）                          |

| Leichte Kavallerie お使いのブラウザーでは、音声再生がサポートされていません。音声ファイルをダウンロードをお試しください。 |
| スッペ『軽騎兵』より序曲冒頭 （中央競馬などでファンファーレとして使用された曲）                                           |

- 東京・中山・新潟 - 一般・特別競走
- 阪神 - 一般競走
- 中京 - 全競走

アメリカ軍の信号ラッパ曲 "Drill Call"。なお、東京はアレンジしている。
- 東京 - 重賞[注 16]競走
- 中山 - GI競走
- 福島・函館 - 重賞競走

アメリカ軍の信号ラッパ曲 "Fire Call"。2013年の復刻ダービースタリオンズステークス、2018年の七夕賞（山崎千裕の生演奏）、2024年のJRA70周年記念アニバーサリーステークスでも使用された。なお、東京はアレンジしている。
- 中山 - 重賞競走
- 阪神 - 特別・重賞[注 16]競走
- 福島・札幌・函館 - 一般・特別競走

アメリカ軍の信号ラッパ曲 "Issue"（"Provision Call"）
- 新潟・札幌 - 重賞競走

曲名不明
- 京都 - 全競走

「衛兵の交代」（『カルメン 第2組曲』より）

#### 専用ファンファーレ
- 日本ダービー（東京）
- オークス（東京）

以上2競走は、元々は新潟・札幌の重賞競走のファンファーレを使用していたが、1970年代後半から「情景 招待客の入場とワルツ」（『白鳥の湖』第3幕第17曲）を使用していた。
- 天皇賞（秋）（東京）
- ジャパンカップ（東京） - 「情景 招待客の入場とワルツ」（『白鳥の湖』第3幕第17曲）
- 宝塚記念（阪神） - 現在使用されている専用のファンファーレとは別に、1984年から1990年まで独自のファンファーレを使用していた。

名馬メモリアル競走（2004年）
- 上半期 - フランツ・フォン・スッペ（喜歌劇『軽騎兵』序曲）

高崎競馬場（廃止）の重賞競走ファンファーレとして使用されていた。また冒頭の部分は、1987年まで、京都競馬場の全競走において出走馬が馬場に入場する際のファンファーレとして使用されていた。
- 下半期 - ジョルジュ・ビゼー（「衛兵の交代」（『カルメン 第2組曲』より））

過去に名古屋競馬場の一般競走ファンファーレとして使用されていた（現在は別のファンファーレが用いられている）。
スプリングステークス（中山、2010年）
作曲は林田健司。社杯であるフジテレビの『うまプロ!』とのコラボレーションにより、演奏された。2010年1回限りの使用である。
マイルチャンピオンシップ南部杯（東京、2011年）
この年の南部杯は東京競馬場で行われたが、ファンファーレは盛岡競馬場で使用されている曲を使用した。
宝塚市制60周年記念（阪神、2014年）
手塚治虫原作『鉄腕アトム』の主題歌「鉄腕アトム」をアレンジしたファンファーレ。
北辰特別、大倉山特別（札幌、2014年）
「札幌オリンピック・ファンファーレ」をアレンジしたファンファーレ。
花のみちステークス（阪神、2014年 - 2015年）
2014年に「宝塚歌劇100周年記念 花のみち特別」として施行。2015年から「花のみちステークス」として施行され、いずれもオリジナルファンファーレが演奏された。宝塚歌劇団の「すみれの花咲く頃」をアレンジしたファンファーレが演奏された。2016年からは通常の特別競走のファンファーレに戻っている。
リボン賞（阪神、2015年）
以前から実施されていた競走で、2015年は兵庫県宝塚市出身の手塚治虫原作『リボンの騎士』の主題歌「リボンの騎士」をアレンジしたファンファーレが演奏された。2016年からは通常の特別競走のファンファーレに戻っている。

### CD
1998年4月1日に中央競馬のファンファーレを収録したCDが、ポリグラムから『中央競馬のファンファーレ「KING OF TURF」』の名で発売された。企画・監修は、すぎやまこういち。演奏は「津堅直弘ブラス・アンサンブル」。また2001年9月27日に『KING OF TURF〜中央競馬のファンファーレ 2001年完全盤〜』が発売され、宝塚記念と障害競走のファンファーレが追加された。2005年4月20日にレーベルを「アニプレックス・SUGIレーベル」に変え、さらに2009年8月5日にも移籍先のキングレコードから再発売された。

## 地方競馬
地方競馬でも、中央競馬と同様に各競馬場にファンファーレがある。曲名があるファンファーレや、一般から選ばれたファンファーレなどがある。
対象の競走名が分かる曲は出典を付した。特に地方競馬では別々の定義である「普通」か「一般」かが明記されていないものは「通常」と表記した。

### ホッカイドウ競馬（門別競馬場）
2020年のJBC2歳優駿新設を記念して、同年より本馬場入場曲とともに全曲リニューアル。北海道出身の作曲家である小鹿紡による作曲・東京佼成ウインドオーケストラによる演奏。
- 通常（アタックチャレンジも含む）
- 特別競走
  - 2歳/フレッシュチャレンジ
  - 3歳/3歳以上
- 重賞競走[60]

### ばんえい競馬（帯広競馬場）
一般公募され、2007年4月より使用されている。また公式サイトで聴くことができる。
- 一般競走[61]
- 特別競走[61]
- 重賞競走[61] - ばんえい記念のみ、陸上自衛隊第5音楽隊による生演奏。「旧：重賞ファンファーレ（Fire call）→ドラムロール→現：重賞ファンファーレ」の順に演奏される[62]。

### 岩手競馬（盛岡・水沢競馬場）
かつては盛岡・水沢両競馬場個別でなおかつ各条件（ダートグレード競走・重賞競走・特別競走・一般競走）のファンファーレが設定されていた。2007年に手使海ユトロ作曲のファンファーレにリニューアル（競走条件は個別だが、施行場別ではなく両競馬場共通）されたが、2009年にJpnI競走ファンファーレが旧曲に戻され、玉突きで新：JpnI競走ファンファーレがJpnIII競走に振り分けられた。また、JpnIII競走も一時期旧曲を併用するなど定まっていなかったが、2018年より新：JpnI競走ファンファーレに統一された。押し出された新：JpnIII競走ファンファーレは、ヤングジョッキーズシリーズなどの騎手招待競走に使用されている。
2024年度においては岩手競馬の設立60周年を記念して、1シーズンにわたって両競馬場の全ての競走で旧：ファンファーレ・旧：入場曲が使用された。前述のリリースの時点では2024年度の1シーズン限定の予定だったが、好評につき2025年度も使用が継続されることになった。2026年度以降の対応については未定。
2023年度は通常から現行JpnIII競走（新：JpnI競走）までは手使海ユトロ、JpnI競走（マイルチャンピオンシップ南部杯）は箱石啓人（1939年 - 2019年1月31日）作曲。前述の通り、2024年度は既存のJpnIファンファーレを含めてすべて箱石作曲の旧：ファンファーレが使用される。
- 一般競走
- 特別競走
- 騎手招待競走 - 新：JpnIII競走ファンファーレの流用。2007年のクラスターカップと2008年のマーキュリーカップ・クラスターカップに使用された後、ファンファーレ再変更に伴い一時使用中止となっていた。その後、騎手招待競走ファンファーレとして復活。
- 重賞競走
- JpnIII競走（クラスターカップ・マーキュリーカップ） - 新：JpnI競走ファンファーレの流用。2016年（両競走）・2017年（マーキュリーカップ）のみ旧：JpnIII競走ファンファーレ。
- JpnII競走（不来方賞） - 2024年の格上げにより初めてJpnII競走が設定され、実質不来方賞専用となるファンファーレが使用された。
- JpnI競走（マイルチャンピオンシップ南部杯）[65] - ダートグレード競走導入に伴い作曲され、1997年から使用されている。不定期で生演奏されることがあり、2011年のクラスターカップではイレギュラーでJpnIのファンファーレが生演奏された。2011年に東京競馬場でマイルチャンピオンシップ南部杯が行われた際も、同じファンファーレが使用された。ダービーグランプリでも使用されていたが、同競走はJpnI格付ではなくなったため、実質南部杯専用となっている（JBC競走開催時も、2014年まではJpnIのファンファーレが使用されていた）。2007年・2008年は一時的に新ファンファーレが使用された。

### 浦和競馬場
- 通常
- 特別競走
- 重賞競走
- 準重賞競走[66][67] - 作曲は大宮吹奏楽団の永薗喜章、東京トゥインクルファンファーレが演奏したものを使用。2019年より使用開始[67]。
- ダートグレード競走[66] - 作曲：永薗喜章[66]。2019年のJBC競走より使用開始。
- 着順確定 - 着順（払戻金）が確定した時に使用される。

### 船橋競馬場
- 通常・特別競走 - アメリカ軍の信号ラッパ曲 "First Call"（"Call to Post"）
- 準重賞・重賞競走 - アメリカ海軍の信号ラッパ曲 "Issue"（"Provision Call"）[曲 2]
- ダートグレード競走[68][69] - 2010年のJBC競走より使用開始[68][69]。生演奏：かしわ記念[注 18]など。

### 大井競馬場
2011年7月31日に東京スカパラダイスオーケストラ・北原雅彦作曲のファンファーレに変更された。東京ブラススタイルから選抜された「東京トゥインクルファンファーレ」が生演奏する。
- 一般競走[75]・特別競走 - 候補曲2曲からファン投票により、現在のファンファーレが使用されている[76]。
- 準重賞・重賞[75][注 19]
- ダートグレード競走[75]
- 国際（G）競走[75] - 毎年12月29日に開催される東京大賞典のみで使用される。
- 左回りレース[77] - 2021年11月19日より左回り競走が導入されたのに合わせて、左回り専用ファンファーレとして、旧：一般・特別競走用ファンファーレ「勝利への序幕」が復刻使用されている[77]。

### 川崎競馬場
2019年8月22日のスパーキングサマーカップより、昭和音楽大学出身者を中心に結成されたファンファーレ隊「川崎競馬ロジータブラス」が重賞競走において生演奏を行う。2023年の9月開催からCD音源の生演奏のファンファーレに変更された（一般・特別と準重賞競走のみ）。
- 一般競走[79]・特別競走
- 準重賞競走[79]
- 南関東重賞競走[79]
- ダートグレード競走[79]

重賞競走・ダートグレード競走のファンファーレは、2010年1月27日（川崎記念当日）より東京交響楽団制作の新曲に変更された。それ以前のファンファーレはダートグレード競走を含む重賞競走すべてに一つのファンファーレであった。

### 金沢競馬場
- 通常・特別競走
- 準重賞競走
- 重賞競走[81]

### 笠松競馬場
2021年9月8日より使用
- 通常[82]・特別・準重賞競走
- 重賞競走[83]（SP競走[注 20]）

### 名古屋競馬場
一般競走と特別競走のファンファーレは、2015年5月5日より公募により選ばれたものが使用されている。また公式サイトでファンファーレを聴くことができる。
- 一般競走 - 曲名「GLORIA」（作曲：関口孝明）[84]
- 特別競走 - 曲名「PRIDE」（作曲：KyoMiura）[84]
- 重賞
  - P競走 - 曲名「躍動」[84]
  - SP競走[注 20]、SPII - 曲名「鉄騎」[84]
  - SP競走[注 20]、SPI[84]
- ダートグレード競走 - 曲名「VICTORY」[84]。第5回JBC競走（2005年11月3日）に合わせて導入[85][注 21]。

### 兵庫競馬（園田・姫路競馬場）
- 通常・特別競走
- 重賞競走[86] - 2023年までは兵庫ダービー以外の重賞競走で当該ファンファーレが使用され、兵庫チャンピオンシップ、兵庫ジュニアグランプリ、兵庫ゴールドトロフィー（いずれもダートグレード競走）を中心に、BrassBand H.B.B.[87][注 22]が生演奏を実施していた。H.B.B.による生演奏はコロナ禍の影響で暫く取りやめていたが、2022年の兵庫ジュニアグランプリで3年ぶりに復活した。2024年に後述のダートグレード競走専用ファンファーレが作成されたため、同年より兵庫重賞専用ファンファーレに変更された[注 23]。これに伴う生演奏の対応については未定。
- ダートグレード競走 - 2023年までは前述の重賞競走ファンファーレを使用していたが、2024年から兵庫女王盃の創設に合わせて新たに作成された当該競走専用のオリジナルファンファーレが使用されることになった[89][90]。2024年4月4日に行われた第1回兵庫女王盃で、BrassBand H.B.B.による生演奏で披露された[91]。兵庫チャンピオンシップ[92]、兵庫ジュニアグランプリ、兵庫ゴールドトロフィーについても2024年から当該ファンファーレに変更された。生演奏はBrassBand H.B.B.が担当し、録音音源となった場合はH.B.B.による演奏を事前に収録したものが使用される[93]。
- ナイターファンファーレ - 2024年9月27日より、園田競馬ナイター開催のメインレースのみ使用されるファンファーレ[注 24]。曲名は「SONODA NIGHT FANFARE」。作曲は合山瑞枝（ナイター専用の馬場入場曲も作曲）、編曲はHyoutan[94]。

### 高知競馬場
学生時代は吹奏楽部に所属して指揮者を務めていた経験を持ち、バンド活動の経験（キーボードを担当）もある実況アナウンサー・橋口浩二が作曲・編曲を担当。
公式サイトで廃止になったアラブ系重賞を含む、ファンファーレを聴くことができる。ただし、2015年8月22日に導入された、特別競走と準重賞はまだ聞けない。
- 平場[97]
- 特別競走[98]
- 交流競走（交流の特別競走のみ。交流重賞は重賞のファンファーレが演奏される）[97][注 25]
- 準重賞競走[98]
- サラブレッド系重賞競走[97]

### 佐賀競馬場
2022年4月より「移転開設50周年記念」としてリニューアル。記念ウェブサイトで試聴可能。
- 一般競走（作曲：片岡宏介）[101]
- 特別・特選競走（作曲：片岡宏介）[101]
- ダートグレード/重賞競走（作曲：岩代太郎）[100]

### JBC競走
2019年までは持ち回り開催の各競馬場の重賞ファンファーレやダートグレード競走のファンファーレを使用。2018年の京都競馬場でのJBC開催時には関西GIファンファーレ（JBCレディスクラシックのみ、東京トゥインクルファンファーレによる生演奏）が使用された。競走創設20年目となる2020年より、JBC競走専用ファンファーレを使用。JpnIIIのJBC2歳優駿を含めて全競走で同じファンファーレを使用する。JBC2歳優駿は、「東京トゥインクルファンファーレ」が門別競馬場で生演奏を実施するが、それ以外のJBC3競走については、開催競馬場によって「東京トゥインクルファンファーレ」もしくは開催競馬場の地元のファンファーレ隊が生演奏を実施する。

### 過去のファンファーレ（地方競馬）

#### ホッカイドウ競馬
2019年度まで使用されていた（廃止された旭川競馬場、岩見沢競馬場も同様）。
- 一般競走
- 特別競走
- 重賞競走 - 2014年度より変更されており[107]、それ以前はさらに別のファンファーレが利用されていた。生演奏：ブリーダーズゴールドカップ、道営記念ほか（2024年の北海道スプリントカップデーで約10年振りに使用した）。

#### ばんえい競馬
| No.17 - Scène - La Sortie des Invités et la Valse （in E♭） お使いのブラウザーでは、音声再生がサポートされていません。音声ファイルをダウンロードをお試しください。 |
| チャイコフスキー『白鳥の湖』より 第3幕第17曲「情景 招待客の入場とワルツ」冒頭 （ばんえい競馬などでファンファーレとして使用された曲）                               |

2007年3月以前に使用されていた（廃止された旭川競馬場、岩見沢競馬場、北見競馬場も同様）。
- 一般・特別競走 - チャイコフスキー『白鳥の湖』より第3幕第17曲「情景 招待客の入場とワルツ」。ばんえい競馬だけでなく上山競馬場の重賞競走としても使用された。
- 重賞競走 - アメリカ軍の信号ラッパ曲 "Fire Call"。ばんえい競馬だけでなく高崎競馬場、足利競馬場、宇都宮競馬場などの重賞競走や、中央競馬の函館・福島、益田競馬場の一般競走にもファンファーレとしても使用されていた。

#### 岩手競馬
2007年まで使用。現：ファンファーレに移行後は、2023年まで旧：JpnIII競走以外は使用されなかった。前述の通り、2024年に1シーズン限定で復刻使用されることになった。
- 盛岡競馬場
  - 芝
    - 一般競走
    - 特別競走
    - 重賞競走

  - ダート
    - 一般競走
    - 特別競走
    - 重賞競走
- 水沢競馬場
  - 一般競走
  - 特別競走
  - 重賞競走
- 重賞競走で上記より前に使用された曲
- 旧：JpnIII競走 - ダートグレード競走導入に伴い作成され、1997年から2007年のマーキュリーカップまで使用されていた。2016年〜2017年に一時的に復活したが、2017年のマーキュリーカップを最後に使用されていない。
- JpnII競走 - ダートグレード競走にはJpnI・JpnII・JpnIIIにそれぞれ専用ファンファーレが作成されたが、JpnII競走は2023年まで開催実績がなく、音源を流す機会がなかったため、2007年のファンファーレリニューアルまでは特別競走にて数回使用されていた。

#### 上山競馬場（廃止）
- グランプリファンファーレ（さくらんぼ記念[108]）

#### 宇都宮競馬場（廃止）
- 重賞競走
- 北関東G1競走 - エリザベス女王の戴冠式でも使用されていた曲。
- ダートグレード競走（とちぎマロニエカップ[109]）

#### 高崎競馬場（廃止）
- 重賞競走（群馬記念など[110]）

#### 大井競馬場
1994年から2010年末までは、現在の｢東京トゥインクルファンファーレ｣ではなく、男性5人組の奏者による｢ファンファーレ隊｣が演奏を行っていた。そして、当時国内の競馬場で唯一｢アイーダトランペット｣を用いた演奏が名物だった。
- 2003年12月27日まで使用
  - 一般・特別競走 - 曲名「英雄への蹄史」
  - 重賞競走 - 曲名「TWILIGHT CHALLENGE たそがれの挑戦」
  - GI競走 - 曲名「神聖なる優者達へ」（1995年のグランドチャンピオン2000より使用開始）
- 2003年12月28日から2011年7月30日まで使用[111]
  - 一般・特別競走 - 曲名「勝利への序幕」
  - 重賞競走 - 曲名「駿馬、翔ぶ」
  - SI競走[注 27] - 曲名「優駿の名のもとに」
  - GI競走[注 28] - 曲名「喝采の風舞台」

##### 専用ファンファーレ
- 第1回グランドチャンピオン2000（1990年）
- 第36回東京ダービー（1990年）
- 第39回東京ダービー（1993年）
- カウンドダウン21賞（2000年）
- 第1回JBCスプリント（2001年）

#### 川崎競馬場
- 重賞競走 - 以前は重賞競走（南関東グレード）、ダートグレード競走共通で使用されていた。

#### 笠松競馬場
- 重賞競走 -  「衛兵の交代」（『カルメン 第2組曲』より）を2回繰り返した曲。2018年まで使用されていた。旧：広島市民球場の初代ホームランファンファーレとして使用されていた。

#### 名古屋競馬場
2015年5月5日以前に使用されていた。
- 一般・特別競走 - 曲名「衛兵の交代」（『カルメン 第2組曲』より）
- オープン特別競走 - 曲名「Call to Post」

#### 福山競馬場（廃止）
- 一般競走 - 曲名「Call to Post」
- 特別競走
- 重賞競走
- 特別競走で上記より前に使用された曲

#### 益田競馬場
- 一般競走

#### 高知競馬場
- アラブ系重賞競走

#### 佐賀競馬場
2022年3月まで使用されていた（廃止された荒尾競馬場、中津競馬場も同様）。
- 一般競走
- 特別競走
- 重賞競走

#### 旧：ダービーシリーズ（ダービーWeek）
2006年の初開催時より2009年まではボブ佐久間作曲による旧：ファンファーレ「夢への序幕（プロローグ）」が利用されていた。
2010年から2023年まで使用されたファンファーレの曲名は「凛として」（大須賀達也・福見吉朗作曲）。ダービーシリーズの競走が実施される全場共通で演奏されていた。ダービーシリーズの一つを構成していた東京ダービーでは、前述の｢ファンファーレ隊｣と「東京トゥインクルファンファーレ」により演奏された。
2024年以降はダービーシリーズが廃止（3歳ダート三冠競走の整備）されたため、各場の競走も東京ダービー以外は「ダービー」の名称が外れて改称された。これにより各場の重賞競走ファンファーレを使用している（例：東京ダービー→前述の大井競馬場のダートグレード競走のファンファーレ、旧：東海ダービー→東海優駿は前述の名古屋競馬場の重賞・SPI競走のファンファーレ）が、高知競馬場で行われた高知優駿ではダービーシリーズのファンファーレが使用されたため、完全に廃止された訳ではない。